# Scorzonera laciniata
Scorzonera laciniata là một loài thực vật có hoa trong họ Cúc. Loài này được Jacq. miêu tả khoa học đầu tiên.